# Fibra de herói
Fibra de Herói é uma canção tradicional do Exército Brasileiro, Força Aérea Brasileira e Corpo de Fuzileiros Navais, da Marinha do Brasil.

## História
A composição foi escrita em 1942 por Teófilo de Barros Filho, para inspirar o patriotismo brasileiro após os sucessivos ataques da Alemanha Nazista a embarcações civis do Brasil, o que resultou na entrada do Brasil na Segunda Guerra Mundial.